# 陳幼南
陳幼南，SBS，MH（？—），男，祖籍广东潮安，香港商人、香港屏山企業有限公司董事总经理。任中国侨商联合会副会长、香港潮屬社團總會主席、潮州會館中學法團校董、香港中华总商会副会长、香港侨界社团联会副会长、汕头市政协常委、廣東省政协第十一屆委員、廣州市榮譽市民、潮州市榮譽市民等。

## 背景
陳幼南在1955年畢業於新法書院（幼稚園部），1960年入讀聖保羅書院小學五年級，1962年入讀，並在聖保羅書院完成中五及中七預科學業，繼而到海外升學。他持有美国普林斯顿大学化学工程博士、加拿大多倫多大學化學工程學士 ，其後在美国国家研究所担任研究工作，并在加拿大砚壳石油公司从事石油提炼科技的研究。1985年回港在其父陳偉南與林作輝創辦的屏山企业有限公司任董事总经理協助父親打理生意。

## 名下馬匹
陳偉南、陳幼南、陳誠傑祖孫三代皆是香港賽馬會會員，陳幼南自1998/1999年度開始在香港賽馬會成為馬主，名下馬匹有馬來之珍（MALAYAN PEARL）、馬來之珠（MALAYAN GEM）、馬來之寶（MALAYAN TREASURE）、傑出君子（SUPER GENTLEMAN）、珍珠寶（PEARLY TREASURE）、傑出漢子（WONDER KIT），當中的馬來之珍、馬來之珠屬於舊名重用。